# ماونتن ویو (کارولینای شمالی)
ماونتن ویو (به انگلیسی: Mountain View) شهری در ایالت کارولینای شمالی کشور ایالات متحده آمریکا است که جمعیت آن در سرشماری سال ۲۰۱۰ میلادی، ۳٬۵۵۲ نفر بوده‌است.